# Мохов, Игорь Иванович
Игорь Иванович Мохов (20 июля 1950, Чкалов — 24 июня 2025) — учёный в области физики атмосферы, моделирования климата и диагностики климатических изменений, директор Института физики атмосферы (ИФА) имени А. М. Обухова РАН (с 2008). Академик РАН (2016), доктор физико-математических наук. Профессор, с 2016 года возглавлял кафедру физики атмосферы физического факультета МГУ. Лауреат Государственной премии РФ в области науки и техники (2022).

## Биография
Родился в 20 июля 1950 года в городе Чкалов в семье учителей географии и истории.
В 1974 году окончил Московский физико-технический институт (МФТИ) факультет молекулярной и химической физики.
В 1979 году защитил диссертацию на соискание учёной степени кандидата физико-математических наук по теме «Чувствительность и устойчивость зональных термодинамических моделей климата».
В 1995 году защитил диссертацию на соискание учёной степени доктора физико-математических наук по теме «Диагностика структуры климатической системы и её эволюции в годовом ходе и межгодовой изменчивости».
С 1996 года заведовал лабораторией теории климата Института физики атмосферы (ИФА) имени А. М. Обухова РАН, с 2009 года директор ИФА. Являлся членом редколлегий журналов.
Умер 24 июня 2025 года в возрасте 74 лет.

## Труды
Автор более 200 оригинальных научных работ, в том числе:
- Мохов И. И. Диагностика структуры климатической системы. — СПб.: Гидрометеоиздат, 1993. — 271 с. ISBN 5-286-00834-8.
- Изменение окружающей среды и климата. — Москва: ИФЗ РАН, 2008. — Т. 3, ч. 2: Природные процессы в полярных областях Земли = Natural processes in polar regions / [Мохов И. И. и др.] — 2008. — 338 с. ISBN 978-5-91682-001-0.
- Мохов И. И., Смирнов Д. А. Эмпирические оценки воздействия естественных и антропогенных факторов на глобальную приповерхностную температуру // Доклады РАН. 2009. Т. 426. № 5. С. 679—684.

## Награды
- Государственная премия Российской Федерации в области науки и техники (2022) — за разработку научно обоснованного комплекса моделей для управления стратегическим развитием транспортной инфраструктуры Сибири, Дальнего Востока и Российской Арктики в условиях изменения климата[8][9]
- Почётная грамота Президента Российской Федерации (5 февраля 2024 года) — за заслуги в развитии отечественной науки, многолетнюю плодотворную деятельность и в связи с 300-летием со дня основания Российской академии наук[10].